# Instituto Botánico Kunming, CAS

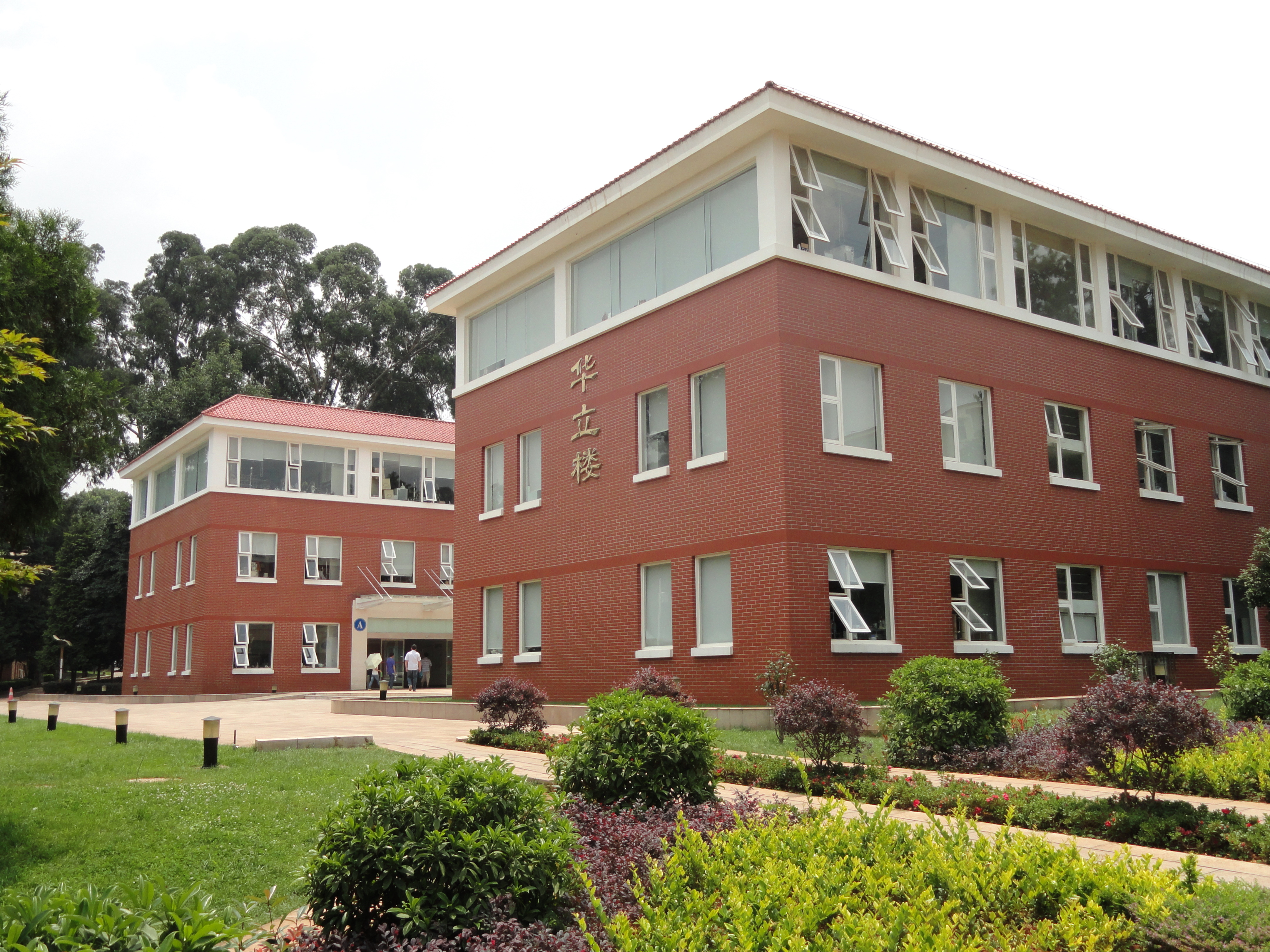
Edificios del Instituto Botánico Kunming.

El Instituto Botánico Kunming, CAS o en chino: 中国科学院昆明植物研究所网站 es una institución investigadora en el campo de la Botánica, que se encuentra en Kunming la capital de la provincia de Yunnan, China. Junto al Instituto Botánico se ha equipado un jardín botánico.
Actualmente hay unas 5000 especies de plantas vasculares en el Jardín botánico. En el que se encuentran varias secciones, con colecciones específicas, tales como:
- Arboretum
- Colección de hierbas.
- Especies amenazadas y en peligro de extinción.
- Hidrófitas.
- Jardines de especímenes de los géneros Camellia, Magnolia, Begonia.
- Helechos

Todas las plantas que alberga este jardín botánico son la base sobre la que trabajan, investigan y experimentan la plantilla de científicos del Instituto 
Los estudios sobre estas plantas se aplican para mejorar el cultivo de las plantas de interés económico con vistas a un mayor aprovechamiento tanto nuticional como industrialmente. 
Actualmente se está preparando una base de datos digital del jardín botánico así como de los vegetales silvestres de la provincia de Yunnan.

## Banco de Germoplasma de especies silvestres
Se completó en 2007 en la KIB un centro integral de investigación y conservación de germoplasma de plantas raras y en peligro de extinción, así como de las especies y los microorganismos animales silvestres. 
Con una inversión de 148 millones de yuanes (18,5 millones de dólares) en dos años, el servicio del "Banco de Germoplasma de Especies Silvestres del Suroeste de China" fue creado por el Instituto Kunming de Botánica (KIB) con la ayuda de la Academia China de las Ciencias (CAS).
El banco es una pieza clave en la industria biotecnológica de China y un pionero en la nación sobre la biodiversidad con una estrategia de desarrollo y conservación de recursos biológicos. 
Según el KIB, el banco se ve primordialmente como una de las principales instalaciones de especies asiáticas dentro de los 15 años de su fundación, y espera contribuir de manera significativa al desarrollo de la industria biotecnológica y a la investigación de las ciencias de la vida, proporcionando valiosos recursos, información y experiencia.
Dentro de los próximos cinco años, se espera que el banco pueda albergar 6.450 especies silvestres, 4.000 de las cuales serán especies de plantas preservadas como semillas. Dentro de 15 años, su colección llegará a 19 mil especies. 
El banco consta de una sección de semillas, una unidad de micropropagación in vitro, un banco de microorganismos, un banco de germoplasma animal, un banco de ADN, un centro de información y un jardín. 
Se extiende por un paisaje ondulado y zonas climáticas que van desde el tropical al frío, Yunnan es el hogar de una multitud de especies de plantas unidas por una compleja red de relaciones filogenéticas, y representa más del 50 por ciento de la diversidad vegetal de China.
Es el mayor banco de semillas de China.